# Janiszpol (gromada)
Janiszpol – dawna gromada, czyli najmniejsza jednostka podziału terytorialnego Polskiej Rzeczypospolitej Ludowej w latach 1954–1972.
Gromady, z gromadzkimi radami narodowymi (GRN) jako organami władzy najniższego stopnia na wsi, funkcjonowały od reformy reorganizującej administrację wiejską przeprowadzonej jesienią 1954 do momentu ich zniesienia z dniem 1 stycznia 1973, tym samym wypierając organizację gminną w latach 1954–1972.
Gromadę Janiszpol z siedzibą GRN w Janiszpolu (obecnie w granicach Radomia) utworzono – jako jedną z 8759 gromad na obszarze Polski – w powiecie radomskim w woj. kieleckim, na mocy uchwały nr 13i/54 WRN w Kielcach z dnia 29 września 1954. W skład jednostki weszły obszary dotychczasowych gromad Janiszpol i Malczów wieś oraz kolonia Nowiny Malczewskie z dotychczasowej gromady Sołtyków ze zniesionej gminy Gębarzew, obszar dotychczasowej gromady Długojów Górny ze zniesionej gminy Radom oraz obszar dotychczasowej gromady Janów ze zniesionej gminy Kuczki w tymże powiecie. Dla gromady ustalono 15 członków gromadzkiej rady narodowej.
1 stycznia 1959 do gromady Janiszpol przyłączono wieś Sołtyków z gromady Mazowszany w tymże powiecie.
Gromada przetrwała do końca 1972 roku, czyli do kolejnej reformy gminnej.